# Natalia Sayalero
Natalia Sayalero (18 de diciembre de 1967 - 25 de agosto de 2016), fue una periodista, narradora de noticias, modelo, y protectora de los animales venezolana.
Hija de Gloria Fernández y Francisco Sayalero. Egresada de la Universidad Central de Venezuela (UCV). 
Fue hermana de la primera Miss Universo venezolana Maritza Sayalero Fernández. Tuvo una participación en el Miss Venezuela, pero no logró figurar.
Sayalero Fernández fue imagen del noticiero Televen y del Observador RCTV durante varios años.
Falleció el 25 de agosto de 2016 a los 49 años, debido a una histoplasmosis .